# جون بنتام
جون بنتام (بالإنجليزية: John Bentham)‏ هو لاعب كرة قدم بريطاني في مركز نصف الجناح، ولد في 3 مارس 1963 في المسال الجنوبية ‏ في المملكة المتحدة. لعب مع نادي يورك سيتي.